# Тіскілва (Іллінойс)
Тіскілва (англ. Tiskilwa) — селище (англ. village) в США, в окрузі Бюро штату Іллінойс. Населення — 740 осіб (2020).

## Географія
Тіскілва розташована за координатами 41°17′34″ пн. ш. 89°30′30″ зх. д. / 41.29278° пн. ш. 89.50833° зх. д. (41.292680, -89.508439).  За даними Бюро перепису населення США в 2010 році селище мало площу 1,18 км², уся площа — суходіл.

## Демографія
Згідно з переписом 2010 року, у селищі мешкало 829 осіб у 317 домогосподарствах у складі 223 родин. Густота населення становила 703 особи/км².  Було 354 помешкання (300/км²).
Расовий склад населення:
| - 96,9 % — білих - 1,2 % — корінних американців - 0,4 % — азіатів - 0,2 % — чорних або афроамериканців |

До двох чи більше рас належало 1,1 %. Частка іспаномовних становила 1,1 % від усіх жителів.
За віковим діапазоном населення розподілялося таким чином: 28,5 % — особи молодші 18 років, 53,4 % — особи у віці 18—64 років, 18,1 % — особи у віці 65 років та старші. Медіана віку мешканця становила 37,2 року. На 100 осіб жіночої статі у селищі припадало 104,2 чоловіків;  на 100 жінок у віці від 18 років та старших — 99,0 чоловіків також старших 18 років.
Середній дохід на одне домашнє господарство  становив 50 173 долари США (медіана — 46 500), а середній дохід на одну сім'ю — 56 900 доларів (медіана — 52 019). Медіана доходів становила 39 250 доларів для чоловіків та 30 096 доларів для жінок. За межею бідності перебувало 16,6 % осіб, у тому числі 27,8 % дітей у віці до 18 років та 5,2 % осіб у віці 65 років та старших.
Цивільне працевлаштоване населення становило 343 особи. Основні галузі зайнятості: освіта, охорона здоров'я та соціальна допомога — 20,1 %, виробництво — 19,2 %, роздрібна торгівля — 16,9 %.